# 榎峠 (京都府・兵庫県)
榎峠（えのきとうげ）は、日本の兵庫県丹波市と京都府福知山市の境にある国道429号の峠。標高は270 mで、本州中央分水界に当たる。道幅が狭く急カーブの多い峠であり、2020年より「榎峠バイパス」として改良工事が行われている。

## 歴史

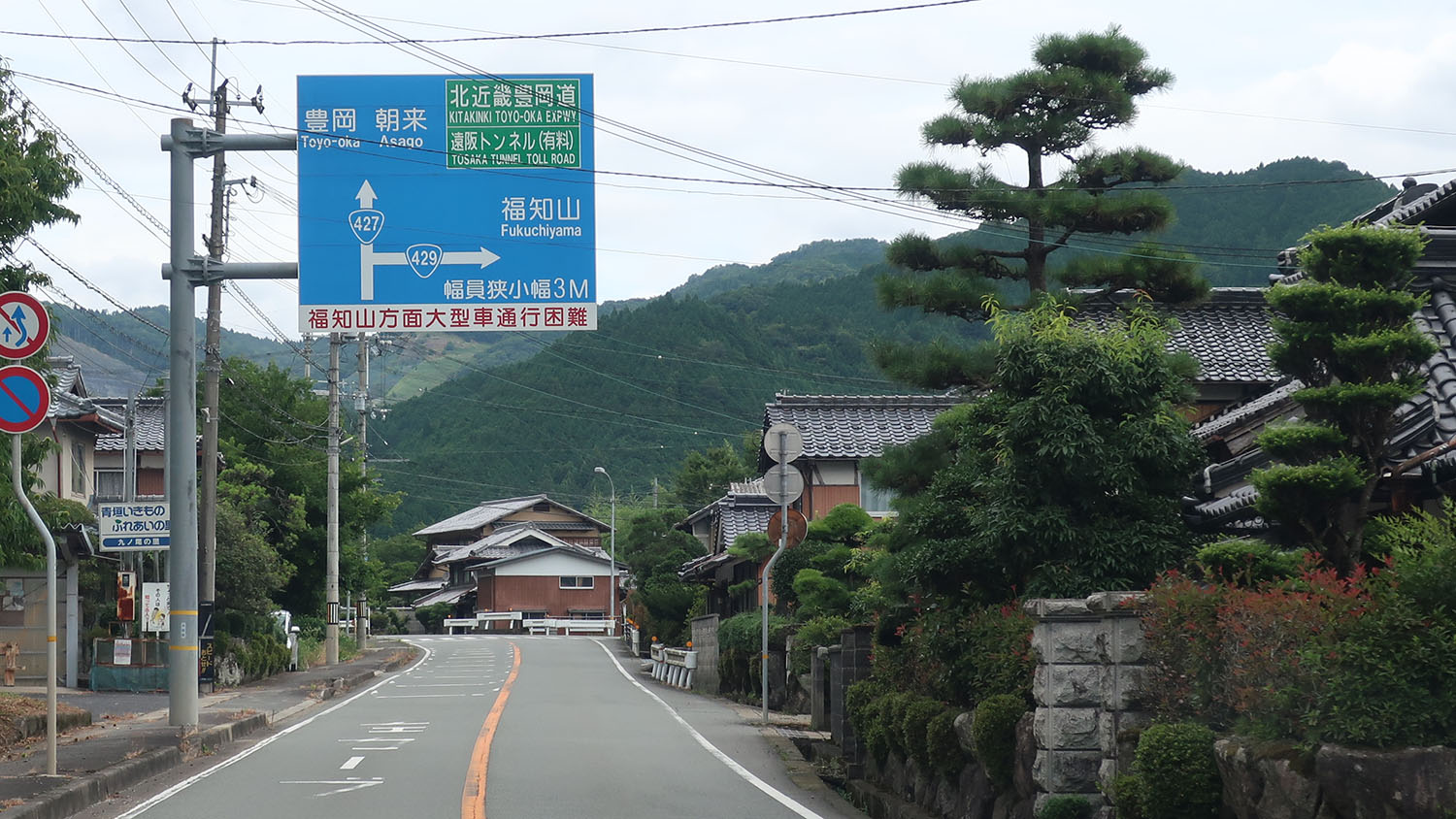
榎峠の最小幅員は約3 mである。
丹波市青垣町中佐治にて

榎峠を挟んで隣接する丹波市青垣町と福知山市は、この峠道が人の通れる程度の山道だった頃から盛んに交流してきた。中丹バスの1951年の時刻表によると、ボンネットバスが1日4便、青垣町の中心部と福知山駅を榎峠経由で結んでいた。バスは1960年代ごろに廃止されたものの、バスが現役の頃、青垣の祭りには多くの福知山の企業が協賛し、福知山の居酒屋は「青垣町民のおかげでもっている」と言われるほどの付き合いであったという。丹波市から福知山市への通勤・通学者は多く、市立福知山市民病院における福知山市外からの外来・入院患者のうち最多の約30%（2018年）を丹波市民が占める。しかし、榎峠は道幅が狭く九十九折りであるため、普通車のすれ違いさえ困難であり、特に冬季には積雪や凍結の影響により危険な通行を強いられる。峠道の兵庫県側は豪雨時に通行を遮断する区間（異常気象時通行規制区間、24時間雨量150 mm）であり、京都府側は国道429号で府内唯一の未改良区間である。1962年に同じく青垣町と福知山市を結ぶ穴裏峠（府県道109号）にトンネルが開通し、2018年時点では多くの住民が、遠回りでも道幅の広い穴裏峠を利用するようになっている。この穴裏峠にも異常気象時通行規制区間が存在し、平成30年7月豪雨（2018年）の際には両市を結ぶ主要道路が一時、すべて通行止めとなった。この時を含め、2019年時点で、過去5年の間に榎峠の通行止めは3回あった。
2003年、2市の市民らは「国道429号（福知山青垣間）改修促進合同協議会」を立ち上げた。合同協議会と行政組織である「国道429号（福知山丹波間）改修促進同盟会」は連携し、長年にわたりアピールや要望活動を展開してきた。2010年、協議会は4月29日を「国道429号の日」と定めた。2014年、兵庫県の丹波県民局は向こう10年間で行う道路・河川整備の方向性を示す「社会基盤整備プログラム」を6年ぶりに改定し、その目玉として「榎バイパス」について「2019 - 23年度に着手」と時期を明記して計画に盛り込んだ。丹波土木事務所は「兵庫県と京都府の意識が近づき、足並みが揃いつつある」と述べた。榎バイパス事業は、2002年に社会基盤整備プログラムが初めて策定された時から掲載され、2008年の改定時には「情勢変化に応じて整備をはかる」とされていたが、時期は未定であった。2016年の「国道429号の日」には合同協議会・同盟会の両会長が挨拶し「一歩ずつ進んでいると感じている」「着々と前向きに進んでいる」という見解を示した。2020年3月31日、国土交通省の令和2年度予算で、同省の補助事業として1億5,000万円（京都府9,000万円、兵庫県6,000万円）の予算がつけられ、ここに「一般国道429号 榎峠バイパス」の事業化が決まった。合同協議会の会長は「地元の悲願が実った。地域間の交流が進み経済効果も出てくるのでは」と述べた。また、福知山市長の大橋一夫は「本事業が事業化という成果に結びついたことは、まさに歓喜に耐えない思い」だと述べた。

## 榎峠バイパス
榎峠バイパスは、兵庫県丹波市青垣町中佐治（なかさじ）から京都府福知山市談（だん）に至る延長約2,400 mのバイパス道路である。兵庫県の投資事業評価調書によると兵庫県域の延長は1,190 m、京都府域は1,210 mで、榎峠トンネル（仮称、延長1,092 m）で府県境を通過する。事業主体は兵庫県と京都府、道路の区分は第3種第3級で、幅員は路肩を含み7.5 m（トンネル部は7.0 m）である。総事業費は42億7,000万円（うち兵庫県は21億円）で、2020年度に着手し2026年度の完成を見込む。
事業主体である兵庫県と京都府は、兵庫県側の整備済み区間を有効活用するルート（案1）、トンネル延長を最短とするルート（案2）、事業延長を最短とするルート（案3）の3ルートを検討し、経済性（事業費）、集落からの利便性、絶滅危惧種の生息地の回避、施工性と地域・環境への影響などを鑑みて最適のルートを選定した。費用対効果の最も優れる案1について、2018年2月に改定された国土交通省道路局都市局の「費用便益分析マニュアル」に基づいて算出された総便益は46.7億円、総費用は34.9億円、費用対効果は1.3である。2030年における予測交通量は1日あたり3,000台とされた（2015年の交通量は1日207台）。事業に際し、地形の改変を最小限に抑える工法を用い、在来種による法面緑化など自然環境の保全に努めるほか、中央分水嶺である榎峠の直下で勾配を折り、両水系の水量変化に伴う影響を低減させる。丹波市森林組合は2019年度より事業地周辺の地籍調査に着手し、早期の用地取得に向けて取り組んでいる。2020年8月3日、兵庫県は京都府と基本協定を締結し、トンネル工事について両側から掘削することで合意した。また、バイパス整備後の現道の管理引継ぎについて、丹波市との協議は整っている。丹波市ではバイパス整備に合わせ、市道小和田平野線の拡幅を行うこととしている。2022年5月、兵庫県森林動物研究センターの事前調査により絶滅危惧種のオカオグルマ約200株が確認され、翌月には地域住民による移植作業が行われた。
榎峠バイパスが整備されれば、現状37分かかる当該区間の通過時間が22分に短縮される。また、国道429号の異常気象時通行規制区間は解消され、国道175号や舞鶴若狭自動車道、緊急輸送道路でありながら異常気象時通行規制区間を有する国道9号の代替路として、災害時の広域的な緊急輸送道路ネットワークを強化できる。福知山市内から兵庫県立丹波医療センター（丹波市氷上町）への所要時間も国道175号経由と比べて短縮され、丹波医療センターの医療圏域の拡大にも寄与する。青垣地域で取り組まれている「体験型観光」や「滞在型交流」の利用者増加を促し、広域ネットワークの形成により丹波市と福知山市に兵庫県朝来市を加えた3市（2019年3月に連携推進会議を設置）の連携活性化も期待されている。